# Linha circular

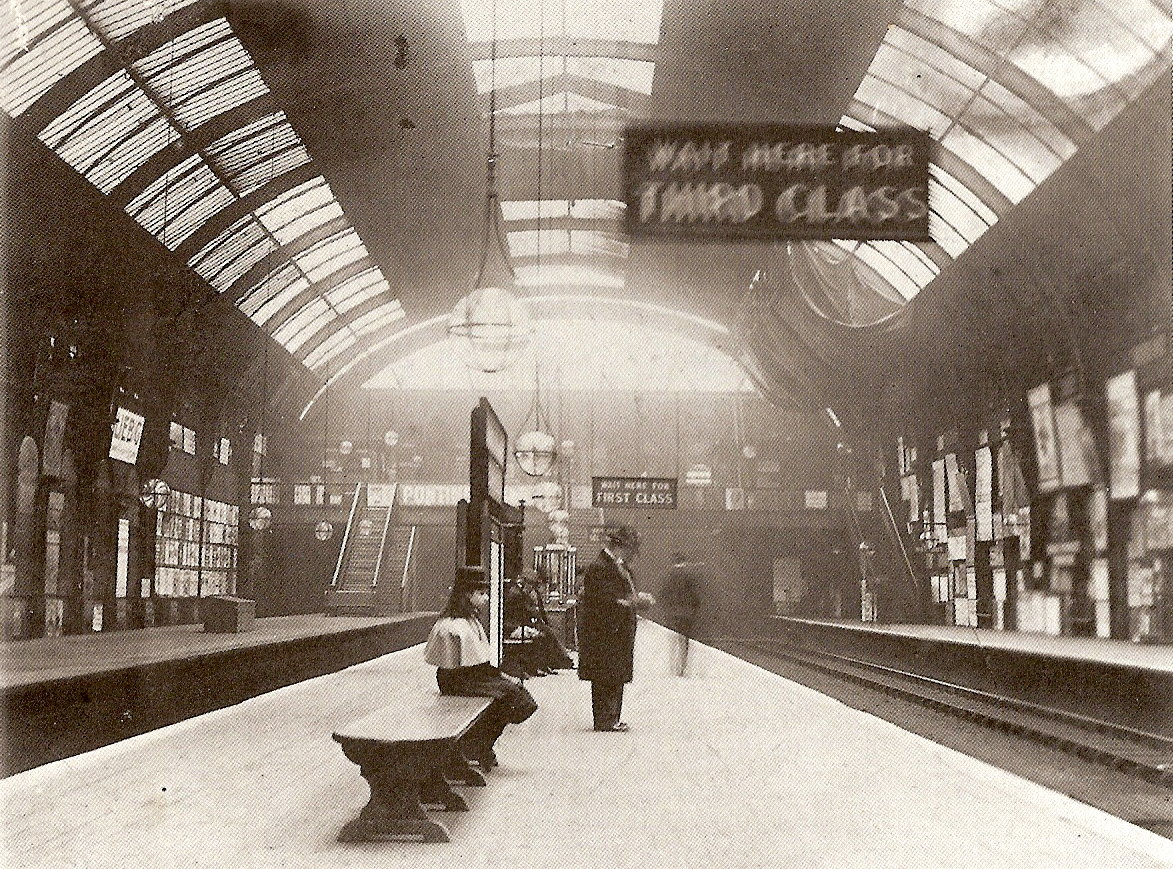
Estação High Street Kensington na linha Inner Circle em Londres, a primeira linha circular do mundo.

Uma rota circular (também circunferência, loop, rota circular, linha circular ou linha orbital) é uma rota de transporte público que segue um caminho que se aproxima de um círculo ou pelo menos de uma curva fechada.
As rotas circulares têm suas desvantagens operacionais. Eles podem ser suscetíveis a atrasos e aglomerações, pois sem um terminal para os trens fazerem escala entre os serviços, ou um aumento significativo nos horários, não há como os trens atrasados recuperarem o tempo perdido. Este problema é particularmente pronunciado quando as rotas circulares partilham o seu corredor com outro tráfego, como os ônibus Inner e Outer Link em Auckland, ou a Circle Line do Metro de Londres antes de 2009; uma vez que qualquer tipo de atraso na rota circular afeta outros serviços que partilham as mesmas vias/faixas de ônibus.